# Verín
Verín − miasto w północno-zachodniej Hiszpanii, we wspólnocie autonomicznej Galicja, położone nad rzeką Támega.

## Zabytki
- XV wieczny zamek Castillo de Monterrei, zbudowany w czasach wojen z Portugalią, otoczony trzema pierścieniami murów obronnych. Wewnątrz znajduje się m.in. XIII wieczny kościół wyróżniający się bogato zdobionym portalem głównym. Aktualnie w zamku znajduje się hostel dla pielgrzymów.